# 장유빈
장유빈(1991년 12월 26일~)은 대한민국의 배우이다.

## 출연 작품

### 드라마
- 2015년 OCN 《아름다운 나의 신부》 - 조하은 역
- 2017년 DIA TV 《너랑 하고 싶어》 - 한지수 역
- 2018년 콬TV 《음주 가무 시즌 2》 - 임유정 역
- 2018년 KBS W 《시간이 멈추는 그때》 - 초등학교 선생님 역
- 2018년 KBS 2TV 《최고의 이혼》 - 신혼 부부 역
- 2019년 TvN 《검색어를 입력하세요 WWW》 - 미용실 직원 역
- 2019년 유튜브 《트리플 썸》 - 예수아 역
- 2019년 MBC 《신입사관 구해령》 - 허아란 역
- 2020년 유튜브 《안 아파도 청춘이다》 - 김지원 역
- 2020년 KBS 2TV 《영혼수선공》 - 수녀 역
- 2021년 SBS 《아모르 파티 - 사랑하라, 지금》 - 장서우 역
- 2021년 유튜브 《옆집 마녀 제이》 - 초록 역
- 2024년 MBN 《나쁜 기억 지우개》 - 여민정 역

### 영화
- 2014년 《패션왕》 - 기안고 기명반 역
- 2018년 《챔피언》 - 헬스장 신입 여성 2 역
- 2019년 《롱 리브 더 킹: 목포 영웅》 - 버스 여고생 역
- 2020년 《7월7일》 - 은지 역
- 2020년 《나도 자연인이다》 - 임소영 역
- 2021년 《최면》 - 인터뷰 여 역
- 2023년 《봉태리》 - 소영 역

### 연극
- 2016년 《옥탑방 고양이》 - 남정은 역

### 뮤직비디오
- 2015년 헬로비너스 - 난 예술이야

### 광고
- 2014년 공익광고협의회 - 흥행 요소
- 2016년 피에나 쿠카 - 바나나
- 2017년 카버코리아 AHC 선스틱
- 2017년 빙그레 바나나맛 우유
- 2018년 게임아레나 구원 M - 전쟁의 서막
- 2018년 LG유플러스 아이폰 XS
- 2019년 SK텔레콤 티맵 - 씽씽
- 2019년 애경산업 AGE20S 워터 SOS - 데이 수분 마스크